# Deposition (fysik)

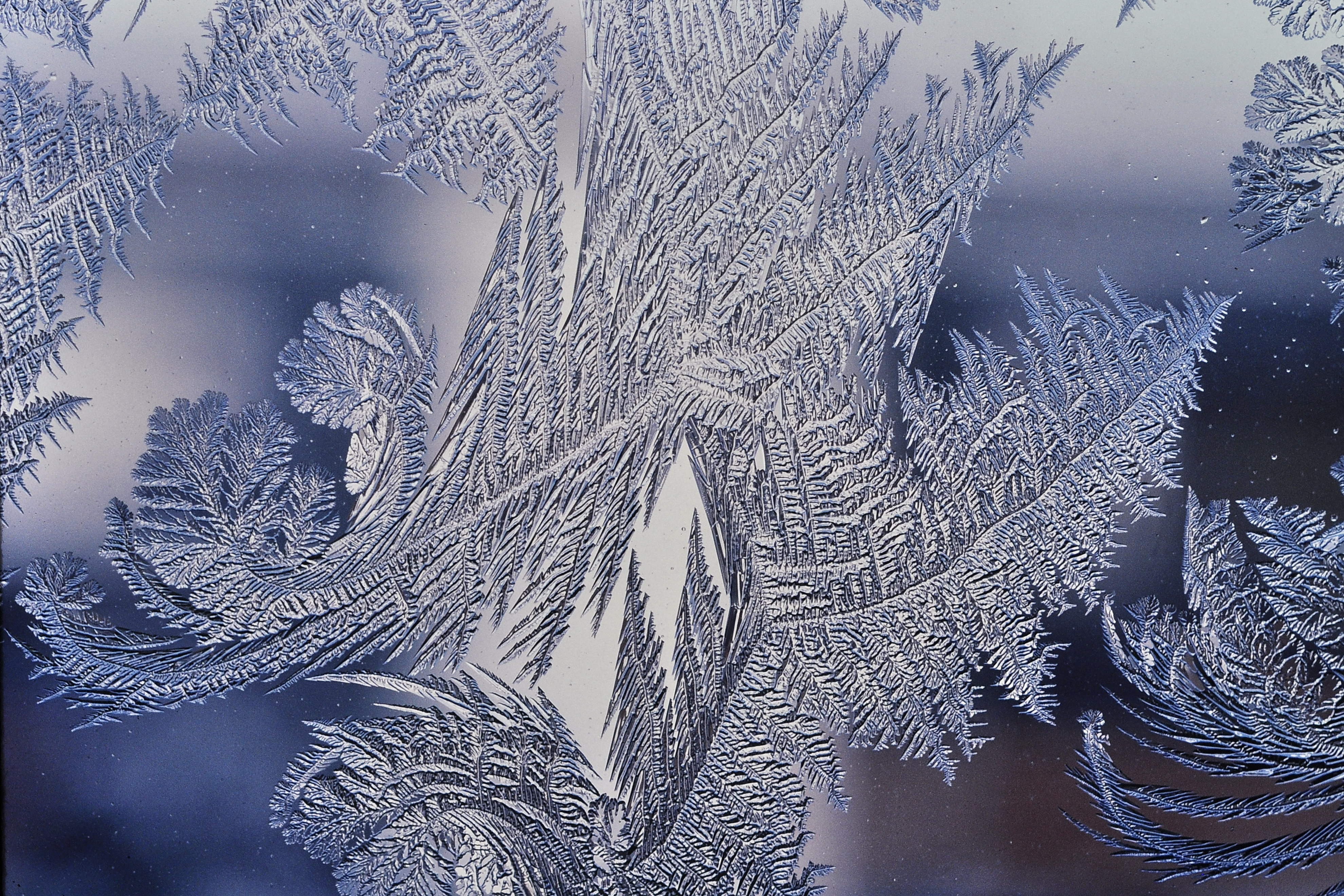
Vattenånga från fuktig vinterluft deponeras direkt till frost utan att genomgå flytande fas.

Deposition (även desublimation eller desublimering) är en process där ett ämne övergår direkt från gasform till fast form. Motsatsen är sublimering.